# Hípica als Jocs Olímpics d'Estiu de 1924
Als Jocs Olímpics de 1924 celebrats a la ciutat de París (França) es disputaren cinc proves d'hípica, tres en categoria individual (doma clàssica, concurs complet i salts) i dues per equips (concurs complet i salts). Respecte als anteriors Jocs s'eliminaren les proves individuals i per equips de figures. Les proves es realitzaren entre els dies 21 i 27 de juliol de 1924 entre l'Hipòdrom d'Auteuil i l'Estadi Olímpic de Colombes.

## Nacions participants
Hi participaren un total de 97 genets de 17 nacions diferents:
| - Àustria (2) - Bèlgica (11) - Bulgària (2) - Dinamarca (1) - Espanya (4) - Estats Units (5) - Finlàndia (1) - França (12) - Itàlia (5) | - Iugoslàvia (1) - Països Baixos (5) - Polònia (6) - Portugal (4) - Regne Unit (6) - Suècia (12) - Suïssa (9) - Txecoslovàquia (11) |

## Resum de medalles
| Prova                                | Or | Argent | Bronze |
| Doma individual detalls              | Ernst Linder i Piccolomino | Bertil Sandström i Sabel                                                                                       | Xavier Lesage i Plumard |
| Concurs complet individual detalls   | Adolph van der Voort i Silver Piece | Frode Kirkebjerg i Meteor                                                                                      | Sloan Doak i Pathfinder |
| Concurs complet per equips detalls   | Països BaixosAdolph van der Voort i Silver Piece · Charles de Mortanges i Johnny Walker · Gerard de Kruijff i Addio · Antonius Colenbrander i King of Hearts | SuèciaClaës König i Bojar · Torsten Sylvan i Anita · Gustaf Hagelin i Varius · Carl Gustaf Lewenhaupt i Canter | Itàlia Alberto Lombardi i Pimplo · Alessandro Alvisi i Capiligio · Emanuele di Pralormo i Mount Félix · Tommaso di Assaba i Torena |
| Salts d'obstacles individual detalls | Alphonse Gemuseus i Lucette | Tommaso di Assaba i Trebecco                                                                                   | Adam Królikiewicz i Picador |
| Salts d'obstacles per equips detalls | SuèciaÅke Thelning i Loke · Axel Ståhle i Cecil · Åge Lundström i Anvers                                                                                     | SuïssaAlphonse Gemuseus i Lucette · Werner Stuber i Girandole · Hans Bühler i Sailor Boy                       | PortugalAntónio Borges i Reginald · Hélder de Souza i Avro · José Mouzinho i Hetrugo                                               |

## Medaller
| Posició | País          | Or | Argent | Bronze | Total |
| 1       | Suècia        | 2  | 2      | 0      | 4     |
| 2       | Països Baixos | 2  | 0      | 0      | 2     |
| 3       | Suïssa        | 1  | 1      | 0      | 2     |
| 4       | Itàlia        | 0  | 1      | 1      | 2     |
| 5       | Dinamarca     | 0  | 1      | 0      | 1     |
| 6       | França        | 0  | 0      | 1      | 1     |
| 6       | Polònia       | 0  | 0      | 1      | 1     |
| 6       | Portugal      | 0  | 0      | 1      | 1     |
| 6       | Estats Units  | 0  | 0      | 1      | 1     |